# قضية ثورب
كانت قضية ثورب في السبعينيات فضيحة سياسية وجنسية بريطانية أنهت حياة جيرمي ثورب السياسية، زعيم الحزب الليبرالي وعضو البرلمان عن مقاطعة شمال ديفون. نشأت الفضيحة من مزاعم نورمان جوزيف (المعروف أيضًا باسم نورمان سكوت) بأنه وثورب كانا على علاقة مثلية في أوائل الستينيات، وأن ثورب بدأ مؤامرة سيئة التخطيط لقتل جوزيف، الذي هدد بكشف علاقتهما.
ورغم اعتراف ثورب بأن الاثنين كانا صديقين، إلا أنه نفى وجود أي علاقة من هذا القبيل. وبمساعدة زملائه السياسيين والصحافة الملتزمة، تمكن من ضمان عدم الإبلاغ عن الشائعات حول هذه القضية لمدة تزيد على عقد من الزمان. لكن مزاعم سكوت كانت تشكل تهديداً مستمراً، وبحلول منتصف سبعينيات القرن العشرين كان يُنظر إليه باعتباره خطراً على ثورب والحزب الليبرالي، الذي كان يتمتع آنذاك بعودة قوية إلى شعبيته وكان قريباً من الحصول على مكان في الحكومة. كانت محاولات شراء سكوت أو ترهيبه لإسكاته غير ناجحة، وتفاقمت المشكلة، حتى أدت تداعيات إطلاق النار على كلبه خلال محاولة قتل محتملة من قبل مسلح مستأجر في أكتوبر 1975 إلى ظهور الأمر على العلن. وبعد مزيد من الكشف الصحفي، اضطر ثورب إلى الاستقالة من زعامة الحزب الليبرالي في مايو 1976، وأدت التحقيقات اللاحقة التي أجرتها الشرطة إلى اتهامه، إلى جانب ثلاثة آخرين، بالتآمر لقتل سكوت. قبل أن تصل القضية إلى المحاكمة، خسر ثورب مقعده البرلماني في الانتخابات العامة عام 1979.
وفي المحاكمة التي جرت في مايو 1979، اعتمدت قضية الادعاء بشكل كبير على أدلة سكوت، وزميل ثورب البرلماني السابق بيتر بيسيل [الإنجليزية]، والمسلح المأجور أندرو نيوتن. ولم يحظ أي من هؤلاء الشهود بإعجاب المحكمة. وتعرضت مصداقية بيسيل للضعف بسبب الكشف عن ترتيباته المالية مع صحيفة ذا صنداي تلغراف. وفي تلخيصه للمحاكمة، انتقد القاضي أدلة الادعاء، وتمت تبرئة جميع المتهمين الأربعة. ورغم ذلك، تضررت سمعة ثورب العامة بشكل لا يمكن إصلاحه بسبب هذه القضية. وكان قد اختار عدم الإدلاء بشهادته في المحاكمة، الأمر الذي ترك عدة أمور دون تفسير وسط قلق عام.
وقد أدى اعتزال ثورب للحياة الخاصة إلى إصابته بمرض باركنسون في منتصف الثمانينيات، ولم يدلِ بعد ذلك إلا بعدد قليل من التصريحات العامة. وفي النهاية، نجح في تحقيق المصالحة مع حزب الديمقراطيين الليبراليين في دائرة شمال ديفون، والذي كان رئيسًا فخريًا له من عام 1988 حتى وفاته في عام 2014. وكانت مزاعم قمع الأدلة من قبل الشرطة قبل المحاكمة قيد التحقيق منذ عام 2015، وبلغت ذروتها في يونيو 2018 عندما وقالت الشرطة إنه لا توجد أدلة جديدة وستظل القضية مغلقة.

## الخلفية

### المثلية الجنسية والقانون الإنجليزي
قبل إقرار قانون الجرائم الجنسية لعام 1967، والذي ألغى تجريم أغلب الأفعال المثلية في إنجلترا وويلز (ولكنه لم ينطبق على اسكتلندا أو أيرلندا الشمالية)، كانت كل الأنشطة الجنسية بين الرجال غير قانونية في جميع أنحاء المملكة المتحدة، وكانت تنطوي على عقوبات جنائية شديدة. كتب أنتوني جراي، سكرتير جمعية إصلاح قانون المثليين، عن «هالة بشعة من الإجرام والانحطاط والشذوذ المحيط بهذه المسألة».
كانت الشخصيات السياسية عُرضة بشكل خاص للانكشاف؛ فقد أُجبر ويليام فيلد، عضو البرلمان عن حزب العمال في بادينغتون نورث، على الاستقالة من مقعده في عام 1953 بعد إدانته بالتحرش في مرحاض عام. وفي العام التالي، سُجن اللورد مونتاغو أوف بوليو، أصغر لورد في مجلس اللوردات، لمدة عام بعد إدانته بـ«الفحش الفادح»، ضحية «حملة شرسة ضد الرذيلة الذكورية» بقيادة وزير الداخلية السير ديفيد ماكسويل فايف.
وبعد مرور أربع سنوات، لم تتغير المواقف العامة كثيراً. فعندما أدين يان هارفي، وزير الخارجية المساعد في حكومة هارولد ماكميلان، بارتكاب سلوك غير لائق مع أحد أفراد الحرس الوطني في نوفمبر 1958، خسر وظيفته الوزارية ومقعده البرلماني في هارو الشرقية. ونبذه حزب المحافظين ومعظم أصدقائه السابقين، ولم يشغل منصباً في الحياة العامة مرة أخرى. وبالتالي، كان أي شخص يدخل عالم السياسة في ذلك الوقت يعلم أن الكشف عن النشاط المثلي من المرجح أن يؤدي إلى نهاية سريعة لمثل هذه المهنة.

### ثورب

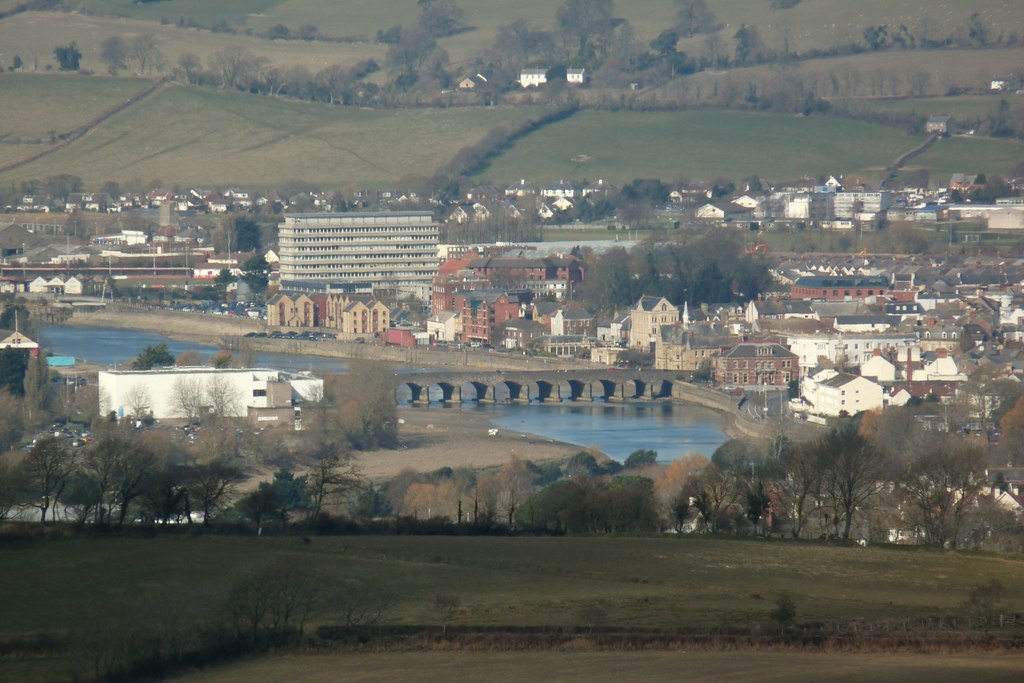
بارنستابل، المدينة الرئيسية في دائرة ثورب الانتخابية في شمال ديفون

وُلِد جون جيرمي ثورب عام 1929، وهو ابن وحفيد نواب محافظين. التحق بكلية إيتون، ثم درس القانون في كلية ترينيتي، أكسفورد، حيث قرر أن يمتهن السياسة، وكرّس طاقاته الرئيسية لإحداث تأثير شخصي بدلاً من دراسته. رفض خلفيته المحافظة، وانضم إلى الحزب الليبرالي الوسطي الصغير—والذي كان بحلول أواخر الأربعينيات قوة متراجعة في السياسة البريطانية، لكنه لا يزال يقدم منصة وطنية وتحديًا لسياسي شاب طموح. أصبح سكرتيرًا ورئيسًا لنادي أكسفورد الليبرالي في النهاية، والتقى بالعديد من الشخصيات البارزة في الحزب. في فترة هيلاري (يناير–مارس) من 1950–51، شغل ثورب منصب رئيس اتحاد أكسفورد.
في عام 1952، أثناء دراسته في معبد إنر قبل دعوته إلى نقابة المحامين، تم تبني ثورب كمرشح برلماني ليبرالي محتمل لدائرة شمال ديفون، وهو مقعد يسيطر عليه المحافظون حيث احتل الليبراليون في الانتخابات العامة لعام 1951 المركز الثالث خلف حزب العمال. عمل ثورب في الدائرة بلا كلل، مستخدمًا شعار «التصويت لليبراليين هو تصويت للحرية»، وفي الانتخابات العامة لعام 1955، نجح في تقليص أغلبية النائب المحافظ جيمس ليندسي إلى النصف. بعد أربع سنوات، في أكتوبر 1959، استولى على المقعد بأغلبية 362 صوتًا، وهو أحد ستة ليبراليين ناجحين فيما كان عمومًا انتصارًا انتخابيًا لحكومة ماكميلان المحافظة.
وصف الكاتب والنائب السابق ماثيو باريس ثورب بأنه أحد أكثر النواب الجدد وسامة الذين انتُخبوا عام 1959. كان الاهتمام السياسي الرئيسي لثورب يكمن في مجال حقوق الإنسان، وقد جذبت خطبه التي انتقدت نظام الفصل العنصري في جنوب إفريقيا انتباه مكتب أمن الدولة في جنوب إفريقيا [الإنجليزية] (BOSS)، الذي لاحظ هذا النجم الصاعد في الحزب الليبرالي. اعتُبر ثورب لفترة وجيزة إشبين العريس في حفل زفاف أنتوني أرمسترونغ جونز المعاصر له في إيتون على الأميرة مارجريت عام 1960، ولكن تم رفضه عندما أشارت فحوصات الفحص إلى أنه قد يكون لديه ميول مثلية. أضافت وكالة الأمن المكتب الخامس، التي تحتفظ بشكل روتيني بسجلات لجميع أعضاء البرلمان، هذه المعلومات إلى ملف ثورب.

### جوزيف، الذي سُمي لاحقًا سكوت
وُلِد نورمان جوزيف في سيدكوب، كنت، في 12 فبراير 1940—ولم يتخذ اسم سكوت حتى عام 1967. كانت والدته إينا جوزيف، المولودة باسم لينش؛ هجر ألبرت جوزيف، زوجها الثاني، منزل العائلة بعد وقت قصير من ولادة نورمان. كانت طفولة نورمان المبكرة سعيدة ومستقرة نسبيًا. بعد ترك المدرسة في سن 15 عامًا دون أي مؤهلات، حصل على مهر من خلال جمعية خيرية للحيوانات، وأصبح فارسًا ماهرًا. عندما كان في السادسة عشرة من عمره، حوكم بتهمة سرقة سرج وبعض علف المهر، وتم وضعه تحت المراقبة. وبتشجيع من ضابط المراقبة الخاص به، أخذ دروسًا في مدرسة ويسترهام لركوب الخيل في أوكستيد في ساري، وفي النهاية وجد عملاً في إسطبل في آلترنكهام في تشيشير. بعد انتقاله إلى هناك، اختار قطع كل الروابط مع عائلته، وبدأ يطلق على نفسه اسم «ليانش جوزيف» (Lianche–Josiffe) («Lianche» هي نسخة منمقة من «Lynch»). كما ألمح إلى خلفيته الأرستقراطية، والمآسي العائلية التي تركته يتيمًا ووحيدًا.
في عام 1959 انتقل جوزيف إلى إسطبلات كينجهام في شيبينج نورتون، أكسفوردشير، حيث تعلم رياضة ركوب الخيل أثناء عمله كسائس. كانت الإسطبلات مملوكة لنورمان فاتر، الابن العصامي لعامل منجم فحم، والذي، مثل جوزيف، تضخم اسمه وأصبح معروفًا باسم «بريشت فان دي فاتر». في سياق صعوده، كون فاتر العديد من الأصدقاء في الدوائر الاجتماعية العليا، ومن بينهم ثورب. في البداية، كان جوزيف مستقرًا وسعيدًا في الإسطبلات، لكن علاقته بفاتر تدهورت في مواجهة أسلوب الأخير الحازم والمتطلب، ولم يكن قادرًا على تكوين علاقات جيدة مع زملائه في العمل. بدأ يُظهر نوع السلوك الذي سيلخصه أحد الصحفيين لاحقًا بأنه «موهبته غير العادية في التملق لكسب تعاطف الناس قبل تحويل حياتهم إلى بؤس بنوبات الغضب الهستيرية».

### بيسيل
كان بيتر بيسيل [الإنجليزية]، الذي يكبر ثورب بثماني سنوات، يتمتع بمسيرة مهنية ناجحة في مجال الأعمال قبل دخوله معترك السياسة الليبرالية في الخمسينيات. وقد لفت انتباه قيادة الحزب في عام 1955 عندما نجح كمرشح ليبرالي في الانتخابات الفرعية في توركواي في زيادة عدد أصوات حزبه بشكل كبير في أول سلسلة من النتائج الليبرالية المثيرة للإعجاب خلال برلمان 1955–59. وقد تم اختياره لاحقًا كمرشح للدائرة الانتخابية الأكثر قابلية للفوز في بودمين، وأصبح معجبًا وصديقًا شخصيًا لثورب، الذي أعجب بدوره بفطنة بيسيل الواضحة في مجال الأعمال. وفي بودمين في الانتخابات العامة عام 1959، قلل بيسيل من الأغلبية المحافظة، وتبع ذلك في انتخابات أكتوبر 1964 بفوزه بأكثر من 3000 صوت. وبفضل الهيبة التي اكتسبها من الأحرف «MP» التي تظهر بعد اسمه، انطلق بيسيل في سعيه إلى جني الأموال، مع البقاء على مقربة من ثورب الذي اعتبره الزعيم المحتمل التالي للحزب الليبرالي.
لاحظ بيسيل أن ثورب، على الرغم من روحه الاجتماعية ودفئه، لم يكن لديه أي صديقات من الإناث وكان يفتقر إلى أي اهتمام بالنساء. أبدى النائب الليبرالي السابق فرانك أوين لبيسيل شكوكه في أن ثورب كان مثليًا جنسيًا؛ وكان ليبراليون آخرون من ويست كانتري قد شكلوا نفس الرأي. وإدراكًا منه أن الكشف عن كونه رجلًا مثليًا من شأنه أن ينهي مسيرة ثورب المهنية، أصبح بيسيل حاميًا لنفسه، حتى إلى الحد الذي قال فيه لاحقًا إنه ادعى كذبًا أنه مزدوج الميول الجنسية، كوسيلة لكسب ثقة صديقه.

### هولمز
كان ديفيد هولمز، أحد مساعدي أمناء الصندوق الأربعة للحزب الليبرالي الذين عينهم ثورب في عام 1965، أفضل رجل في حفل زفاف ثورب وكان مخلصًا له تمامًا. كان عرابًا لابن ثورب روبرت، المولود عام 1969. تولى هولمز دور حامي ثورب بعد انتقال بيسيل إلى الولايات المتحدة في يناير 1974. عندما اتُهم في عام 1978، وُصف بأنه ديفيد مالكولم هولمز (48)، مصرفي تجاري، من إيتون بليس [الإنجليزية]، بلغرافيا. توفي عام 1990، تاركًا ثروة كبيرة.

## الأصول

### صداقة ثورب وسكوت
في أواخر عام 1960 أو أوائل عام 1961، زار ثورب فاتر في إسطبلات كينجهام، والتقى لفترة وجيزة بجوزيف. لقد أعجب بالشاب بما يكفي ليقترح أنه إذا احتاج جوزيف إلى المساعدة، فيجب أن يستعين به في مجلس العموم. بعد ذلك بفترة وجيزة، غادر جوزيف الإسطبلات بعد خلاف خطير مع فاتر. ثم عانى من انهيار عقلي، وظل تحت رعاية نفسية لمعظم عام 1961. في 8 نوفمبر 1961، بعد أسبوع من خروجه من عيادة أشورست في أكسفورد، ذهب جوزيف إلى مجلس العموم لرؤية ثورب. كان بلا مأوى، والأسوأ من ذلك أنه ترك وظيفة فاتر دون بطاقة التأمين الوطني التي كانت ضرورية في ذلك الوقت للحصول على عمل منتظم والوصول إلى الإعانات الاجتماعية والبطالة. وعد ثورب بأنه سيساعد.
وفقًا لرواية جوزيف، بدأت علاقة مثلية مع ثورب في نفس المساء، في منزل والدة ثورب أورسولا ثورب (ني نورتون جريفثس، 1903–1992) في أوكستيد واستمرت لعدة سنوات. بينما اعترف ثورب بتطور الصداقة، نفى أي بُعد جنسي في العلاقة. رتب ثورب سكنًا لجوزيف في لندن، وإقامة أطول مع عائلة في بارنستابل، في دائرة شمال ديفون. دفع ثمن الإعلانات في مجلة الحياة الريفية [الإنجليزية]، في محاولة للعثور على عمل مع الخيول لصديقه، رتب وظائف مؤقتة مختلفة، ووعد بمساعدة جوزيف في تحقيق طموحه لدراسة رياضة ركوب الخيل في فرنسا. بناءً على ادعاء جوزيف بأن والده توفي في حادث تحطم طائرة، حقق محامو ثورب فيما إذا كان هناك أي أموال مستحقة، لكنهم وجدوا أن ألبرت جوزيف كان على قيد الحياة وبصحة جيدة في أوربينجتون.
عندما استجوبت الشرطة جوزيف في أوائل عام 1962 بشأن سرقة سترة من جلد الغزال المزعومة، أقنع ثورب ضابط التحقيق بأن جوزيف كان يتعافى من مرض عقلي، وكان تحت رعايته. لم يتم اتخاذ أي إجراء آخر. في أبريل 1962، حصل جوزيف على بطاقة تأمين وطني بديلة، والتي قال لاحقًا إنها احتفظ بها ثورب الذي تولى دور صاحب عمله. أنكر ثورب ذلك، وظلت «البطاقة المفقودة» مصدرًا مستمرًا للشكوى لجوزيف. بدأ يشعر بالتهميش من قبل ثورب، وفي ديسمبر 1962، في نوبة اكتئاب، أخبر صديقًا بنيته إطلاق النار على النائب والانتحار. نبه الصديق الشرطة، التي أعطاها جوزيف بيانًا مفصلاً لعلاقاته الجنسية مع ثورب، وأخرج رسائل لدعم قصته. لم يكن أي من هذه الأدلة كافياً لإقناع الشرطة باتخاذ إجراء، على الرغم من إضافة تقرير بشأن هذه المسألة إلى ملف ثورب في جهاز الاستخبارات البريطاني المكتب الخامس.
في عام 1963، انتهت فترة هادئة نسبيًا في حياة جوزيف كمدرس لركوب الخيل في أيرلندا الشمالية بعد تعرضه لإصابة خطيرة في حادث في معرض دبلن للخيول. عاد إلى إنجلترا، وفي النهاية وجد وظيفة في مدرسة لركوب الخيل في ولفرهامبتن، حيث بقي لعدة أشهر قبل أن يثبت سلوكه غير المنتظم أنه لا يحتمل، وطُلب منه المغادرة. بعد فترة من عدم الهدف في لندن، رأى جوزيف إعلانًا عن وظيفة عريس في بورينتري في سويسرا. استخدم ثورب نفوذه لتأمين الوظيفة له. غادر جوزيف إلى سويسرا في ديسمبر 1964، لكنه عاد إلى إنجلترا على الفور تقريبًا بشكاوى من استحالة الظروف. في عجلة من أمره للمغادرة، ترك حقيبته خلفه، والتي كانت تحتوي على رسائل ووثائق أخرى يعتقد أنها تدعم ادعاءاته بعلاقة جنسية مع ثورب.

### التهديدات والتدابير المضادة
أثبت ثورب أنه ممثل حيوي وذكي في المناقشات البرلمانية الحادة، وسرعان ما لوحظ وجوده في مجلس العموم. في يوليو 1962، في أعقاب بعض الأداءات الكارثية للانتخابات التكميلية للمحافظين، أقال ماكميلان سبعة وزراء في ما عُرف بـ«ليلة السكاكين الطويلة [الإنجليزية]». اعتبرت الصحافة على نطاق واسع تعليق ثورب—«لا يوجد حب أعظم من هذا، أن يضحي الإنسان بأصدقائه من أجل حياته»—الحكم الأكثر ملاءمة لرئيس الوزراء. رفع ثورب مكانته السياسية بهجمات فعالة على البيروقراطية الحكومية، وفي الانتخابات العامة في أكتوبر 1964 عاد في شمال ديفون بأغلبية متزايدة. بعد عام، حصل على منصب أمين صندوق الحزب الليبرالي، وهي خطوة مهمة نحو طموحه ليصبح زعيم الحزب التالي.
بحلول أوائل عام 1965، كان جوزيف في دبلن، حيث عمل في وظائف مختلفة مرتبطة بالخيول بينما استمر في مضايقة ثورب من خلال الرسائل حول أمتعته المفقودة ومشكلة بطاقة التأمين الوطني المستمرة. رفض ثورب أي مسؤولية عن هذه الأمور. في منتصف مارس 1965، كتب جوزيف رسالة طويلة إلى والدة ثورب، والتي بدأت: «على مدى السنوات الخمس الماضية، كما تعلمون على الأرجح، كان لدي أنا وجيرمي علاقة مثلية». ألقى الخطاب باللوم على ثورب لإيقاظ «هذه الرذيلة الكامنة في كل رجل»، واتهمه بالقسوة وعدم الولاء. أعطت أورسولا ثورب الرسالة لابنها، الذي صاغ بيانًا شبه قانوني يرفض «الاتهامات الضارة التي لا أساس لها» ويتهم جوزيف بمحاولة ابتزازه. لم يتم إرسال الوثيقة أبدًا؛ بدلاً من ذلك، لجأ ثورب إلى بيسيل للحصول على المشورة.
كان بيسل حريصًا على خدمة أعلى شخصية في حزبه، فسافر إلى دبلن في أبريل 1965. ووجد أن جوزيف كان يتلقى المشورة من قس يسوعي متعاطف، الأب سويتمان، والذي كان يعتقد أن بعض ادعاءات جوزيف على الأقل قد تكون صحيحة؛ وإلا، سأل بيسل، لماذا سافر طوال الطريق من لندن للتعامل معها؟ حذر بيسل جوزيف من عواقب محاولة ابتزاز شخصية عامة، لكنه وعد بطريقة أكثر تصالحية بالمساعدة في استعادة الأمتعة المفقودة وبطاقة التأمين. كما ألمح إلى إمكانية الحصول على وظيفة في ركوب الخيل في أمريكا. بدا أن تدخل بيسل احتوى على المشكلة، خاصة وأن حقيبة جوزيف تم استردادها بعد فترة وجيزة – على الرغم من إزالة الرسائل التي تدين ثورب. ظل جوزيف هادئًا إلى حد كبير في أيرلندا طوال معظم العامين التاليين، محاولًا ترسيخ نفسه في مهن مختلفة؛ قضى جزءًا من هذا الوقت في دير. خلال هذه الفترة، تبنى رسميًا اسم سكوت.
في أبريل 1967، كتب سكوت إلى بيسيل من أيرلندا، طالبًا المساعدة في الحصول على جواز سفر باسمه المتغير حتى يتمكن من بدء حياة جديدة في أمريكا. أشارت رسالة ثانية أقل إيجابية، مؤرخة في يوليو، إلى أن سكوت عاد إلى إنجلترا وكان يعاني مرة أخرى من صعوبات، مع فواتير طبية وديون أخرى. منعه افتقاره إلى بطاقة تأمين من المطالبة بالمزايا. بحلول هذا الوقت، خلف ثورب جو جريموند [الإنجليزية] كزعيم للحزب الليبرالي. لحل مشاكل سكوت الفورية، ولمنع استئناف هجماته ضد زعيم الحزب الجديد، بدأ بيسيل في دفع «عربون» له يتراوح بين 5 و10 جنيهات إسترلينية في الأسبوع، ظاهريًا بدلاً من فوائد التأمين الوطني المفقودة. رتب بيسيل أيضًا جواز سفر سكوت الجديد، ولكن بحلول هذا الوقت كان سكوت قد تخلى عن خططه الأمريكية ورغب في تأسيس مهنة كعارض أزياء. طلب من بيسيل 200 جنيه إسترليني لتجهيزه؛ رفض بيسيل، ولكن في مايو 1968 أعطاه 75 جنيهًا إسترلينيًا، على تفاهم بأنه لن تكون هناك مطالب أخرى لمدة عام.

## التطورات

### التحريض
لم تكن قيادة ثورب لليبراليين في البداية نجاحًا مطلقًا؛ لم تنتقل مهاراته في الحملات المحلية بسهولة إلى الخطب المحددة حول القضايا الوطنية أو الدولية، وأصبحت بعض أقسام الحزب مضطربة. طمأن خطوبته على كارولين أولباس، التي أُعلن عنها في أبريل 1968، أولئك في الحزب الذين لديهم تحفظات على حياته الخاصة؛ صُدم آخرون من تأكيد ثورب على الدافع السياسي للزواج—والذي كان يستحق خمس نقاط في استطلاعات الرأي، كما قال لمايك ستيل، مسؤول الصحافة في الحزب. طوال معظم عام 1968، لم يكن ثورب منزعجًا من سكوت، الذي اكتسب أصدقاء جدد، ووفقًا لبيسيل، أحرق رسائله إلى ثورب. كان ظهوره مرة أخرى في نوفمبر 1968، بلا مال وبدون أي أمل في العمل، غير مرحب به بشكل خاص من قبل ثورب، حيث كافح لإثبات أوراق اعتماده القيادية. قدم بيسيل راحة فورية من خلال استئناف الاحتفاظ النقدي الأسبوعي، ولكن كان هذا راحة قصيرة المدى.
في أوائل ديسمبر 1968، تم استدعاء بيسيل إلى مكتب ثورب في مجلس العموم. وفقًا لبيسيل، قال ثورب عن سكوت: «يتعين علينا التخلص منه»، وفي وقت لاحق: «ليس الأمر أسوأ من إطلاق النار على كلب مريض». قال بيسيل لاحقًا إنه غير متأكد مما إذا كان ثورب جادًا، لكنه قرر المشاركة، من خلال مناقشة طرق مختلفة للتخلص من جثة سكوت. يُقال إن ثورب اعتقد أن التخلص من جثة سكوت في أحد مناجم القصدير العديدة المهجورة في كورنوال هو الخيار الأفضل، واقترح أيضًا صديقه ديفيد هولمز كقاتل مناسب.
كما زعم بيسل أن ثورب دعاه في يناير 1969 إلى اجتماع مع هولمز، وأن ثورب طرح مرة أخرى اقتراحات للتخلص من سكوت. وقد رفض بيسل وهولمز هذه الاقتراحات باعتبارها غير عملية أو سخيفة، ومع ذلك وافقا على إعطاء الأمر مزيدًا من الدراسة. وقال بيسل إنهما كانا يأملان أنه إذا ما تأخرا، فسوف يرى ثورب عبثية مخطط القتل ويتخلى عنه. وبرر هولمز، الذي أكد إلى حد كبير رواية بيسل عن الاجتماع، هذا القرار لاحقًا على أساس أنه «إذا قلنا ببساطة لا، فربما ذهب إلى مكان آخر—وقد يؤدي ذلك إلى كارثة أكبر». وفقًا لبيسل وهولمز، انتهت مناقشات الخطة في مايو 1969، بعد الأخبار المفاجئة عن زفاف سكوت في ذلك الشهر.

### استفسار الحزب
بحلول أوائل عام 1971، كانت مسيرة ثورب السياسية قد توقفت. فقد قاد الحزب إلى أداء كارثي في الانتخابات العامة في يونيو 1970؛ وفي انتصار غير متوقع للمحافظين تحت قيادة إدوارد هيث، خسر الليبراليون سبعة من مقاعدهم البرلمانية الثلاثة عشر، وانخفضت أغلبية ثورب في شمال ديفون إلى أقل من 400. لم يترشح بيسيل لإعادة انتخابه في بودمين، بسبب مخاوفه التجارية المتزايدة. واجه ثورب انتقادات بسبب إدارته لحملة أنفق خلالها ببذخ وترك الحزب على وشك الإفلاس؛ لكن الأمر تم وضعه جانبًا في موجة من التعاطف عندما قُتلت زوجته كارولين في حادث طريق بعد 11 يومًا من الانتخابات. أصيب ثورب بالدمار؛ واستمر في منصبه كزعيم، لكنه لم يؤدِ سوى القليل في العام التالي بخلاف واجبات الحزب الروتينية.

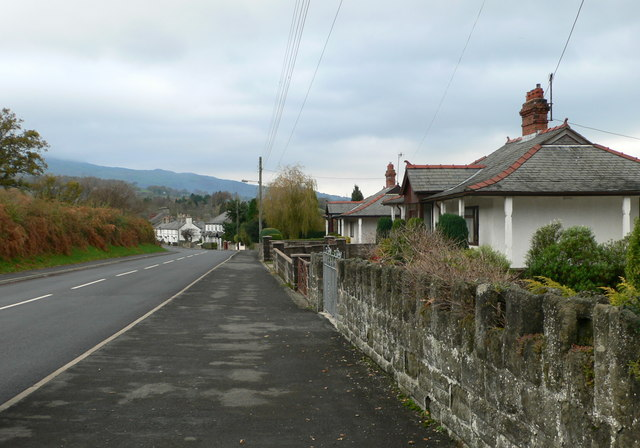
قرية تال–ي–بونت، شمال ويلز، حيث عاش سكوت في عام 1971

وفي الوقت نفسه، ضمنت جهود بيسيل إبقاء تهديد سكوت تحت السيطرة في الوقت الحالي. وكانت بطاقة التأمين المفقودة تعني أن زوجة سكوت، التي كانت حاملاً، لا تستطيع المطالبة بمزايا الأمومة. وهدد سكوت بالتحدث إلى الصحف، لكن الأمر تم حله بإصدار بطاقة طوارئ بعد تدخل بيسيل في وزارة الصحة والضمان الاجتماعي. وفي عام 1970 انهار زواج سكوت؛ وألقى باللوم على ثورب، وهدد مرة أخرى بالكشف عن الأمر. نجح بيسيل في منع ذكر اسم ثورب في المحكمة أثناء إجراءات الطلاق، ورتب أن يدفع ثورب التكاليف القانونية بشكل مجهول. وفي أوائل عام 1971 انتقل سكوت إلى كوخ في قرية تال–ي–بونت في شمال ويلز، حيث أصبح صديقًا لأرملة تدعى جوين باري جونز. لقد أقنعها بشكل كافٍ بسوء معاملته على يد ثورب لدرجة أنها اتصلت بنائب الحزب الليبرالي عن الدائرة الانتخابية المجاورة مونتغوميريشير – إيملين هوسون، على الجناح الأيمن من الحزب وصديق لا لثورب ولا لبيسيل. اقترح هوسون عقد اجتماع في مجلس العموم.
في يومي 26 و27 مايو 1971، روى سكوت قصته لهوسون وديفيد ستيل، رئيس حزب الليبراليين. لم يكن أي منهما مقتنعًا تمامًا، لكنهما شعرا أن الأمر يستحق مزيدًا من التحقيق. وضد رغبة ثورب، تم ترتيب تحقيق سري للحزب في 9 يونيو، برئاسة اللورد بايرز، زعيم الليبراليين في مجلس اللوردات. في التحقيق، اتخذ بايرز موقفًا صارمًا ضد سكوت، وفشل في عرض كرسي عليه وعامله، كما قال سكوت، «مثل صبي في المدرسة أمام مدير المدرسة». سرعان ما أزعج أسلوب بايرز غير المتعاطف سكوت، الذي غير تفاصيل قصته عدة مرات وانهار في البكاء بشكل متكرر. اقترح بايرز أن سكوت كان مبتزًا عاديًا يحتاج إلى مساعدة نفسية. أعلن سكوت أن بايرز كان «عجوزًا واعظًا»، وفر من الغرفة. ثم استجوبت اللجنة ضباط الشرطة بشأن الرسائل التي أظهرها سكوت للشرطة في عام 1962، ولكن قيل لهم إن هذه الرسائل غير حاسمة. أقنع ثورب وزير الداخلية، ريجينالد مودلينج، ومفوض شرطة العاصمة، جون والدرون، بإبلاغ بايرز بعدم وجود مصلحة للشرطة في أنشطة ثورب، وعدم وجود دليل على ارتكابه مخالفات. ونتيجة لذلك، رفضت اللجنة مزاعم سكوت.

### تهديدات أخرى
غاضبًا من معاملته من قبل تحقيق بايرز، سعى سكوت إلى وسائل أخرى لملاحقة ثأره ضد ثورب. في يونيو 1971 التقى بجوردون وينتر، وهو صحفي من جنوب إفريقيا كان أيضًا عميلًا لوكالة الاستخبارات في جنوب إفريقيا مكتب أمن الدولة [الإنجليزية]. قدم سكوت تفاصيل عن إغوائه المزعوم لثورب، وهي القصة التي أكد وينتر لأسياده في مكتب الدولة أنها ستدمر ثورب والحزب الليبرالي. وجد أنه لا توجد صحيفة ستنشر القصة على أدلة غير مؤكدة وغير موثوقة إلى حد كبير. في مارس 1972 توفيت صديقة سكوت جوين باري جونز؛ استخدم سكوت التحقيق لإدانة ثورب لتدمير حياته ودفع باري جونز إلى وفاتها. لم يتم نشر أي من هذه الاتهامات. مكتئبًا، تراجع سكوت إلى حالة من الخمول، بمساعدة المهدئات، ولم يشكل لفترة من الوقت أي تهديد لثورب.
في عامي 1972 و1973، انتعشت حظوظ ثورب السياسية، وحظوظ الليبراليين. تعززت مكانة ثورب الشخصية عندما تزوج في 14 مارس 1973 من ماريون، كونتيسة هاروود، التي كان زوجها السابق ابن عم الملكة. بعد سلسلة من الانتصارات في الانتخابات الفرعية ومكاسب الحكومة المحلية، بدا تحقيق اختراق انتخابي للحزب أمرًا معقولًا عندما دعا هيث إلى انتخابات عامة في فبراير 1974. في تلك الانتخابات، بأكثر من ستة ملايين صوت (19.3٪ من الأصوات المدلى بها)، حقق الليبراليون أفضل نتيجة انتخابية لهم منذ الحرب العالمية الثانية، ولكن بموجب نظام التصويت بالأغلبية المطلقة، تُرجم هذا التصويت الكبير إلى 14 مقعدًا فقط. نظرًا لأن أيًا من الحزبين الرئيسيين لم يفز بأغلبية إجمالية، فقد أعطت هذه المقاعد ثورب (الذي زادت أغلبيته الشخصية في شمال ديفون إلى 11072) نفوذًا كبيرًا. كان لفترة وجيزة في مناقشات ائتلافية مع هيث، الذي كان مستعدًا لمنح مناصب وزارية لثورب وغيره من كبار الليبراليين. نفى ثورب لاحقًا وجود أي احتمال جدي للاتفاق، وفي مارس 1974 شكل هارولد ويلسون حكومة أقلية عمالية. في الانتخابات العامة الثانية لعام 1974، في أكتوبر، حقق ويلسون أغلبية ضئيلة؛ خسر الليبراليون الأرض، بـ 5.3 مليون صوت و13 نائبًا.
بعد وفاة باري جونز، عاش سكوت بهدوء لفترة في ويست كانتري. في يناير 1974، التقى تيم كيغوين، خصم ثورب المحافظ في شمال ديفون، وأعطى روايته لعلاقته مع ثورب. نصحته قيادة المحافظين بعدم استخدام هذه المواد. كما وثق سكوت بطبيبه، رونالد جليدل، الذي كان يعالجه من الاكتئاب. لقد أظهر لجليدل ملفه من المستندات؛ باع الطبيب، دون علم سكوت أو موافقته، الأوراق إلى هولمز، الذي تولى دور حامي ثورب بعد أن استقر بيسيل بشكل دائم في كاليفورنيا في يناير 1974. دفع هولمز 2500 جنيه إسترليني مقابل المستندات، والتي تم حرقها على الفور في منزل محامي ثورب. تم اكتشاف مخبأ آخر للأوراق في نوفمبر 1974، من قبل بناة يجددون مكتبًا في لندن كان يستخدمه بيسيل سابقًا. وجدوا حقيبة تحتوي على رسائل وصور يبدو أنها تخص ثورب، من بينها رسالة سكوت إلى أورسولا ثورب عام 1965. لم يقرروا ماذا يفعلون بما وجدوه، فأخذوه إلى صحيفة صنداي ميرور. قرر سيدني جاكوبسون، نائب رئيس الصحيفة، عدم نشر المواد وسلم الحقيبة ومحتوياتها إلى ثورب. تم الاحتفاظ بنسخ من الوثائق في ملفات الصحيفة.

### المؤامرة المزعومة
في تحليلهما للقضية، ذكر الصحفيان سيمون فريمان وباري بينروز أن ثورب ربما وضع الخطوط العريضة لخطة لإسكات سكوت في وقت مبكر من عام 1974، بعد أن أصبح ظهور الأخير مرة أخرى مسألة تثير قلقًا متزايدًا. قال هولمز لاحقًا إن ثورب أصر على قتل سكوت: «[شعر جيرمي] أنه لن يكون آمنًا أبدًا مع وجود هذا الرجل». غير متأكد من كيفية المضي قدمًا، في أواخر عام 1974، اقترب هولمز من أحد معارفه في العمل، وهو بائع سجاد يُدعى جون لو ميسورييه (لا ينبغي الخلط بينه وبين الممثل الذي يحمل هذا الاسم). قدم لو ميسورييه هولمز إلى جورج ديكين، بائع ماكينات الفاكهة الذي اعتقد أنه سيكون لديه اتصالات بأشخاص قد يكونون مستعدين للتعامل مع سكوت. اخترع هولمز ولو ميسورييه قصة تتعلق بمبتز يحتاج إلى التخويف؛ وافق ديكين على المساعدة. في فبراير 1975، التقى ديكين بأندرو نيوتن، وهو طيار في شركة طيران، والذي قال إنه على استعداد للتعامل مع سكوت مقابل أجر مناسب—اقترح ما بين 5،000 و10،000 جنيه إسترليني. وضع ديكين نيوتن على اتصال بهولمز. كان نيوتن يقول دائمًا إنه تم تعيينه للقتل وليس للتخويف، مشيرًا إلى حجم الأجر الذي عُرض عليه – وهو مبلغ كبير جدًا، كما قال، لمجرد تخويف شخص ما.
وبينما كانت هذه الترتيبات مستمرة، كتب ثورب إلى السير جاك هايوارد، رجل الأعمال المليونير المقيم في جزر الباهاما، والذي قدم بسخاء للحزب الليبرالي في الماضي. وفي أعقاب نجاحات الليبراليين في انتخابات فبراير 1974، طلب ثورب 50 ألف جنيه إسترليني لتجديد أموال الحزب. وطلب أيضًا دفع 10 آلاف جنيه إسترليني من هذا المبلغ، ليس في الحسابات العادية للحزب ولكن إلى نادر دينشو، أحد معارف ثورب الذي كان مقيمًا في جزر القناة الإنجليزية. وأوضح ثورب أن هذه الحيلة ضرورية للتعامل مع فئة خاصة من نفقات الانتخابات غير المحددة. وثق هايوارد في ثورب، وأرسل 10 آلاف جنيه إسترليني إلى دينشو الذي سلم المال إلى هولمز، بناءً على تعليمات من ثورب. بعد انتخابات أكتوبر 1974، طلب ثورب مرة أخرى أموالًا من هايوارد، وطلب مرة أخرى إرسال 10 آلاف جنيه إسترليني عبر طريق دينشو. امتثل هايوارد، وإن كان هذه المرة بمزيد من التردد وبعد بعض التأخير. لم يتم تقديم أي حساب لهذا المبلغ البالغ 20 ألف جنيه إسترليني على الإطلاق؛ قال هولمز، ولو ميزورييه، وديكين جميعًا إنه استُخدم لتمويل «مؤامرة للتخويف»، على الرغم من اختلافهم حول مقدار ما تم إنفاقه. غير ثورب لاحقًا القصة التي قدمها لهايوارد حول فئات خاصة من نفقات الانتخابات، وقال إنه أودع المبلغ لدى المحاسبين «كاحتياطي حديدي ضد أي نقص في الأموال في أي انتخابات لاحقة». ونفى أنه سمح بأي دفع لنيوتن أو لأي شخص آخر مرتبط بالقضية.

### إطلاق نار

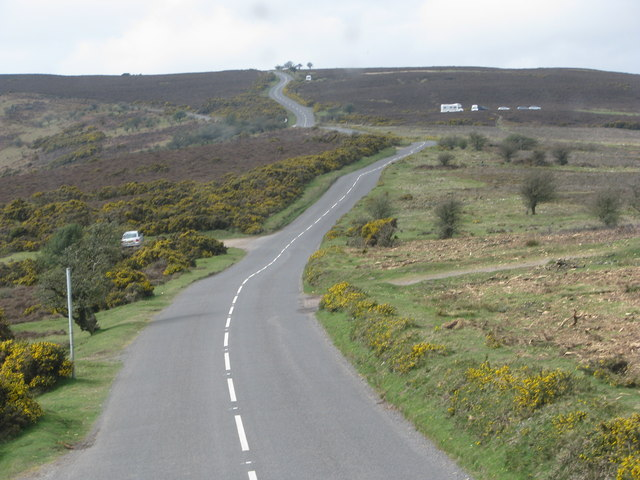
طريق الأراضي البرية فوق تل بورلوك، سومرست، بالقرب من مكان إطلاق النار

التقى نيوتن بهولمز في أوائل أكتوبر 1975 عندما حصل، وفقًا لنيوتن، على دفعة أولى على رسوم قدرها 10000 جنيه إسترليني. نفى هولمز لاحقًا أي معاملة من هذا القبيل، واعترف فقط باتفاق على أن يقوم نيوتن بعملية مخيفة. في 12 أكتوبر، قاد نيوتن، الذي أطلق على نفسه اسم «بيتر كين»، إلى بارنستابل في سيارة مازدا صفراء حيث اقترب من سكوت، مدعيًا أنه تم تعيينه لحماية سكوت من قاتل كندي مفترض. بدا هذا معقولاً لسكوت، الذي تعرض للضرب قبل بضعة أسابيع، ووافق على مقابلة «كين» في وقت لاحق. كان حذرًا بدرجة كافية ليطلب من صديق أن يدون رقم تسجيل سيارة الغريب.
في 24 أكتوبر، التقى نيوتن، الذي كان يقود سيارة صالون فورد، بسكوت بالاتفاق في كومب مارتن، شمال بارنستابل مباشرة. أوضح نيوتن أنه كان عليه القيادة إلى بورلوك، على بعد حوالي 25 ميل (40 كـم)، واقترح أن يرافقه سكوت—يمكنه هو وسكوت التحدث أثناء الرحلة. كان سكوت معه كلبه الأليف الذي حصل عليه مؤخرًا، وهو كلب دانماركي كبير يُدعى رينكا؛ أثار هذا حيرة نيوتن، الذي كان يخاف من الكلاب، لكن سكوت أصر على أن تذهب رينكا معهم. في بورلوك، ترك نيوتن سكوت ورينكا في فندق بينما كان من المفترض أن يتعامل مع أعماله. استقبلهم بعد الساعة 8 مساءً بقليل، وبدأوا القيادة عائدين إلى كومب مارتن. على امتداد طريق مهجور، بدأ نيوتن في القيادة بشكل غير منتظم، متظاهرًا بالتعب، وقبل اقتراح سكوت بتولي القيادة. توقفوا؛ نزل سكوت، وتبعه رينكا، وركض إلى جانب السائق، حيث وجد نيوتن، وبندقية في يده. أطلق نيوتن النار على رأس الكلب، وقال «حان دورك الآن»، ووجه المسدس نحو سكوت. فشل المسدس في إطلاق النار عدة مرات؛ وفي النهاية قفز نيوتن إلى السيارة وانطلق بعيدًا، تاركًا سكوت والكلب الميت أو المحتضر على جانب الطريق.
بعد أن تم نقل سكوت في حالة يرثى لها بواسطة سيارة عابرة، تم إخطار الشرطة، وبدأت التحقيقات. تم التعرف على نيوتن بسرعة من خلال رقم تسجيل سيارة مازدا، وتم القبض عليه؛ كانت قصته أن سكوت كان يبتزه وأن إطلاق النار كان يهدف إلى تخويفه. لم يذكر أي صفقة مع هولمز، ربما حسب أنه من خلال الصمت سيزيد من فرصه في الحصول على الدفع من ذلك الجانب.

## الرؤيا
في 12 ديسمبر 1975، نشرت مجلة برايفت آي مقالاً قصيرًا آخر مثيرًا للسخرية بقلم أوبيرون واوج والذي انتهى: «أملي الوحيد هو ألا يتسبب حزن السيد ثورب على كلب صديقه في تقاعده المبكر من الحياة العامة». بحلول هذا الوقت، كانت معظم الصحف على علم بالقصص المحيطة بثورب وسكوت، لكنها كانت حذرة من التشهير؛ وفقًا لباريس، من خلال التزام الصمت، كانوا «يقدمون إشعارًا لثورب بأنهم يعرفون أن قصة أكبر يجب أن تنكشف، ويمكنهم انتظارها». في يناير 1976، مثل سكوت أمام القضاة بتهمة احتيال بسيط في الضمان الاجتماعي، وذكر أنه كان يتعرض للملاحقة بسبب علاقته الجنسية السابقة مع ثورب. تم الإبلاغ عن هذا الادعاء، الذي تم تقديمه في المحكمة وبالتالي فهو محمي من قوانين التشهير، على نطاق واسع.
في غضون ذلك، اكتشفت صحيفة ديلي ميل مكان وجود بيسيل في كاليفورنيا، وفي 3 فبراير 1976 نشرت مقابلة طويلة مع النائب السابق. وقد وفر ادعاء بيسيل بأنه تعرض للابتزاز من قبل سكوت لثورب غطاءً مؤقتًا. في 6 مارس، أفادت الصحف بشراء هولمز لملف سكوت من جليدل، وبعد بضعة أيام اكتشف ديفيد ستيل من دينشو، وهو صديق شخصي، أن 20 ألف جنيه إسترليني مخصصة للحزب تم تحويلها إلى هولمز ولم يتم حسابها. أخبر ستيل ثورب أنه يجب أن يستقيل، لكنه رفض. وفي محاولة لطمأنة زملائه البرلمانيين المترددين، قام ثورب في 14 مارس بترتيبات مع صحيفة الصنداي تايمز لنشر دحض مفصل لاتهامات سكوت، تحت عنوان «أكاذيب نورمان سكوت».
أقيمت محاكمة نيوتن في محكمة إكستر كراون [الإنجليزية] من 16 إلى 19 مارس 1976، حيث كرر سكوت مزاعمه ضد ثورب على الرغم من جهود محامي الادعاء لإبعاده. أدين نيوتن بحيازة سلاح ناري بقصد تعريض حياة للخطر، وحُكم عليه بالسجن لمدة عامين، لكنه لم يدين ثورب. زادت صعوبات ثورب عندما غيّر بيسيل موقفه، خوفًا على منصبه وربما اشتم رائحة إمكانية جني الأموال، واعترف في صحيفة ديلي ميل في 6 مايو بأنه كذب لحماية صديقه السابق. كان هناك مصدر قلق آخر لثورب وهو الخطر المتمثل في أن تنشر الصحف رسائل أرسلها إلى سكوت في وقت مبكر من صداقتهما. وفي محاولة لمنع هذا، رتب ثورب لنشر اثنتين من الرسائل في صحيفة صنداي تايمز، وهي صحيفة متعاطفة معه بشكل عام. في إحدى هذه الرسائل، أشار ثورب إلى سكوت باسم «الأرانب». أقنعت نبرة هذه الرسالة القراء والمعلقين بأن ثورب لم يكن صريحًا بشأن طبيعة العلاقة. في 10 مايو 1976، استقال من منصبه كزعيم للحزب الليبرالي وسط انتقادات متزايدة، ونفى مرة أخرى بشكل قاطع مزاعم سكوت لكنه اعترف بالضرر الذي ألحقته بالحزب.
بعد استقالة ثورب، أدى الافتقار النسبي لاهتمام الصحافة بالقصة لمدة 18 شهرًا إلى إخفاء مدى استمرار التقارير الاستقصائية. تم تعيين باري بينروز وروجر كورتيور، المعروفين باسم «بينكورت»، في الأصل من قبل ويلسون بعد تقاعده، للتحقيق في نظرية رئيس الوزراء السابق بأن ثورب كان هدفًا لوكالات الاستخبارات في جنوب إفريقيا. قادتهم تحقيقات بينكورت إلى بيسيل، الذي أعطاهم روايته عن مؤامرة لقتل سكوت، ودور ثورب فيها. قبل أن يتمكنوا من النشر، تم السبق إليهم؛ باع نيوتن، الذي أُطلق سراحه من السجن في أكتوبر 1977، قصته إلى صحيفة لندن إيفنينج نيوز [الإنجليزية]. قال إنه حصل على 5،000 جنيه إسترليني لقتل سكوت، وقدم صورًا له وهو يتلقى الدفع من لو ميسورييه. تبع ذلك تحقيق مطول من قبل الشرطة، وفي نهايته اتُهم ثورب وهولمز ولو ميسورييه وديكين بالتآمر على القتل. كما اتُهم ثورب بالتحريض على القتل، على أساس لقاءاته مع بيسيل وهولمز في عام 1969. وبعد إطلاق سراحه بكفالة، أعلن ثورب: «أنا بريء تمامًا من هذه التهمة وسأطعن فيها بشدة».
في 2 أغسطس 1978، شارك ثورب في مناقشة في مجلس العموم حول مستقبل رودسيا، لكنه لم يلعب بعد ذلك أي دور نشط في البرلمان، على الرغم من أنه ظل عضوًا في مقاطعة ديفون الشمالية. في الجمعية السنوية للحزب الليبرالي عام 1978 في ساوثبورت، أحرج القيادة بدخوله المسرحي وأخذ مكانه على المنصة.

## التعهد والمحاكمة
عرض الادعاء قضيته في جلسة الاستماع التمهيدية للإحالة، والتي بدأت في ماينهيد في 20 نوفمبر 1978. بناءً على طلب محامي ديكين، تم رفع القيود المفروضة على التغطية الإعلامية، مما يعني أن الصحف كانت حرة في طباعة أي شيء يقال في المحكمة دون خوف من قوانين التشهير. أثارت هذه الخطوة غضب ثورب، الذي كان يأمل في عقد جلسة استماع مغلقة من شأنها تجنب عناوين الصحف المؤسفة وربما تؤدي إلى رفض القضية. أياً كانت النتيجة، كان ثورب يعلم أن الدعاية السلبية ستدمر حياته المهنية، وأن سكوت سينتقم بالتالي. مع بدء جلسات الاستماع، وصف بيسيل اجتماعات عام 1969 حيث زعم أن ثورب اقترح أن يقتل هولمز سكوت، بما في ذلك التعليق حول إطلاق النار على كلب مريض. علمت المحكمة أن بيسيل كان لديه عقد مع صحيفة ذا صنداي تلغراف، والتي كانت تدفع له 50،000 جنيه إسترليني مقابل قصته. وقد قدم دينشو أدلة على مبلغ العشرين ألف جنيه إسترليني الذي تلقاه من هايوارد وأرسله إلى هولمز، وعلى المحاولات اللاحقة التي قام بها ثورب لإخفاء تفاصيل هذه المعاملات. وشهد نيوتن أن هولمز كان يريد قتل سكوت: «كان يفضل أن يختفي [سكوت] من على وجه الأرض ولا يُرى مرة أخرى. لقد تُرِك لي كيف أفعل ذلك». وقد قدم سكوت تفاصيل سريرية عن إغوائه المزعوم من قبل ثورب في منزل والدة ثورب في نوفمبر 1961 وفي مناسبات أخرى، كما روى محنته على المستنقعات فوق تل بورلوك. وزعم سكوت أن المثلية الجنسية مرض غير قابل للشفاء، وقد أصابه ثورب به، وبالتالي يجب أن يتحمل ثورب المسؤولية عن رعاية سكوت مدى الحياة. وفي نهاية الجلسة، أحال القاضي الرئيس المتهمين الأربعة للمحاكمة في المحكمة الجنائية المركزية، المعروفة باسم أولد بيلي.
في مارس 1979، سقطت حكومة حزب العمال بعد تصويت بحجب الثقة، وتمت الدعوة إلى انتخابات عامة في 3 مايو. أدى هذا إلى تأخير قصير في بدء المحاكمة حيث تم تبني ثورب، الذي كان لا يزال لديه أتباع بين الليبراليين في شمال ديفون، كمرشح لهم في الانتخابات. وبسبب عزلته إلى حد كبير عن الحملة الوطنية لحزبه، فقد خسر المقعد أمام المحافظ أنتوني سبيلر بأكثر من 8000 صوت. سخر أوبيرون واوغ من مجلة برايفت آي، وهو مقيم في ويست كانتري ومتابع مقرب للقضية، من ثورب بالترشح في دائرة شمال ديفون كمرشح لـ«حزب محبي الكلاب». وانتهى خطابه الانتخابي: «رينكا لم تُنسى. رينكا حية. نباح، نباح. صوتوا لواو لإعطاء كل الكلاب الحق في الحياة والحرية والسعي وراء السعادة». حصل ثورب على أمر قضائي ضد توزيع مطبوعات واو الانتخابية. حصل واوج على 79 صوتًا، مقابل 31،811 صوتًا للمحافظ الفائز و23338 صوتًا لثورب.
بدأت المحاكمة في 8 مايو، تحت قيادة السير جوزيف كانتلي، وهو قاضي غامض نسبيًا في المحكمة العليا وذو خبرة محدودة في القضايا البارزة. لإجراء دفاعه، تعاقد ثورب مع جورج كارمان، الذي أسس مكتبًا للقانون الجنائي في الدائرة الشمالية في مانشستر؛ كانت هذه أول قضية بارزة له على المستوى الوطني. قوض كارمان مصداقية بيسيل من خلال الكشف عن مصلحته المالية في إدانة ثورب: نص عقده مع الصحيفة على أنه في حالة التبرئة، سيتم دفع نصف المبلغ فقط وهو 50 ألف جنيه إسترليني. في روايته لعام 2016 لقضية ثورب، سجل جون بريستون أنه بعد ملاحظة سلوك بيسيل في المحكمة، ألغت صحيفة صنداي تلغراف عقدها معه. لم يترك القاضي أي شك في رأيه المتدني في شخصية بيسيل؛ اعتقد أوبيرون واوج، الذي كان يكتب كتابًا عن المحاكمة، أن موقف كانتلي العام تجاه شهود الادعاء الآخرين أصبح منحازًا بشكل متزايد. في 7 يونيو، شهد ديكين أنه على الرغم من أنه وضع نيوتن على اتصال بهولمز، إلا أنه كان يعتقد أن هذا كان لمساعدة شخص ما في التعامل مع مبتز—لم يكن يعرف شيئًا عن مؤامرة للقتل. كان ديكين المتهم الوحيد الذي شهد؛ اختار الآخرون جميعًا الصمت وعدم استدعاء شهود، معتقدين أنه بناءً على شهادات بيسيل وسكوت ونيوتن، فشلت النيابة العامة في إثبات قضيتها. خلال خطابه الختامي نيابة عن ثورب، أثار كارمان احتمال أن يكون هولمز وآخرون قد نظموا مؤامرة دون علم ثورب.
في الثامن عشر من يونيو بدأ القاضي في تلخيص القضية، ولفت انتباه هيئة المحلفين إلى حسن سيرة المتهمين، الذين وصفهم بأنهم «رجال يتمتعون بسمعة طيبة حتى الآن».
في الثامن عشر من يونيو، بدأ القاضي في تلخيص القضية. ولفت انتباه هيئة المحلفين إلى حسن سيرة المتهمين، الذين وصفهم بأنهم «رجال يتمتعون بسمعة طيبة حتى الآن». ووصف كانتلي ثورب بأنه «شخصية وطنية تتمتع بسجل عام متميز للغاية». كان القاضي لاذعًا بشأن الشهود الرئيسيين: كان بيسيل «مخادعًا» وكان عقده مع صحيفة ذا صنداي تيليغراف «مؤسفًا»؛ وكان سكوت محتالًا، ومتطفلًا، ومتذمرًا، وطفيليًا—«لكن بالطبع كان لا يزال بإمكانه قول الحقيقة. إنها مسألة اعتقاد». وُصف نيوتن بأنه حنث باليمين وأحمق، «عازم على استغلال القضية بقدر ما يستطيع». تم رفض الغموض المحيط بمبلغ 20 ألف جنيه إسترليني الذي حصل عليه ثورب من هايوارد باعتباره غير ذي صلة: «حقيقة أن الرجل يحصل على المال عن طريق الخداع لا [تثبت] أن الرجل كان عضوًا في مؤامرة». شعر واوج أن افتقار القاضي إلى الحياد قد يؤدي إلى رد فعل مضاد ضد المتهم من هيئة المحلفين. أصبح التلخيص موضوع محاكاة ساخرة لاذعة من قبل الساخر بيتر كوك.

## البراءة وما بعدها
انسحبت هيئة المحلفين في صباح يوم 20 يونيو. وعادوا بعد يومين فقط، وبرأت جميع المتهمين الأربعة من جميع التهم. ومنح القاضي تكاليف إلى ديكين، ولكن ليس إلى هولمز أو لو ميسورييه الذي اعتقد أنه لم يتعاون بشكل كافٍ في التحقيق. ولم يقدم ثورب أي طلب للحصول على تكاليف. في بيان عام موجز، قال إنه يعتبر الحكم «عادلاً تمامًا ومنصفًا ومبررًا كاملاً». رحب ديفيد ستيل، نيابة عن الحزب الليبرالي، بالحكم باعتباره «ارتياحًا كبيرًا»، وأعرب عن أمله في أن يجد ثورب، «بعد فترة مناسبة من الراحة والنقاهة ... العديد من السبل حيث يمكن استخدام مواهبه العظيمة». في شمال ديفون، تم الاحتفال بتبرئة ثورب بقداس شكر قدم فيه القس جون هورنبي، رئيس الكنيسة، الشكر لله «على خدمة خادمه جيرمي ... لقد مضى الظلام الآن وأشرق النور الحقيقي. هذا هو اليوم الذي صنعه الرب! الآن هو يوم خلاصنا!»
على الرغم من تبرئة ثورب، كان التصور العام الأوسع نطاقًا قويًا بأن ثورب لم يتصرف بشكل جيد، ولم يشرح نفسه بشكل كافٍ. كتب رونالد هيرنمان، رئيس شمامسة بارنستابل، الذي انتقد خدمة الشكر الميلودرامية لهورنبي: «هناك قدر كبير من التعاسة بشأن النتيجة في أولد بيلي. وبقدر ما يتعلق الأمر بمعظم الناس، انتهت المحاكمة بعلامة استفهام كبيرة حول القضية». بعد أن منعه حزبه من العودة إلى السياسة النشطة، في عام 1982، تم تعيين ثورب من قبل منظمة العفو الدولية كمدير لقسمها البريطاني، ولكن بعد احتجاجات من موظفي المنظمة، انسحب. بعد فترة وجيزة، أظهر ثورب لأول مرة علامات مرض باركنسون مما أدى إلى انسحابه شبه الكامل من الحياة الخاصة في منتصف الثمانينيات. كان هناك مصالحة سياسية عندما، في عام 1988، بعد اندماج الليبراليين والحزب الديمقراطي الاجتماعي، جعلته جمعية الديمقراطيين الليبراليين في شمال ديفون التي تم تشكيلها حديثًا رئيسًا فخريًا لها. عندما حضر مؤتمر الحزب الديمقراطي الليبرالي في عام 1997، تلقى تصفيقًا حارًا. في عام 1999، نشر ثورب مذكراته السياسية، في وقتي الخاص (بالإنجليزية: In My Own Time)‏، حيث برر صمته في المحاكمة، وذكر أنه لم يشكك أبدًا في النتيجة. بعد تسع سنوات، في يناير 2008، أجرى ثورب أول مقابلة صحفية له منذ 25 عامًا، مع صحيفة الغارديان. وفي إشارة إلى هذه القضية، قال: «إذا حدث ذلك الآن، أعتقد أن الجمهور سيكون أكثر لطفًا. في ذلك الوقت كانوا منزعجين للغاية من ذلك ... لقد أساء إلى مجموعة قيمهم». توفي ثورب في 4 ديسمبر 2014.
بعد المحاكمة، أبقى لو ميسورييه على مستوى منخفض، بعد محاولات فاشلة لبيع «القصة الحقيقية» للصحف الوطنية. في يونيو 1981، في سلسلة من المقالات المطبوعة في صحيفة نيوز أوف ذه ورلد، أعاد هولمز تأكيد ادعائه بأن ثورب طلب منه قتل سكوت: «كانت تهمة التحريض التي واجهها جيرمي صحيحة، ولو كنت قد دخلت إلى صندوق الشهود لكان علي أن أقول الحقيقة». كان هولمز، الذي توفي في عام 1990، قد اعترف سابقًا بمشاركته في مؤامرة «لتخويف» سكوت، ولكن ليس لقتله. نُشرت رواية بيسيل عن القضية في أمريكا عام 1980. توفي في عام 1985؛ كانت سنواته الأخيرة مكرسة لحملة لوقف تآكل شواطئ سان دييغو في كاليفورنيا. حاول نيوتن، مثل لو ميسورييه، الاستفادة من القضية، لكنه فشل في العثور على صحيفة راغبة في نشر قصته. كانت تعليقات سكوت على القضية، فور صدور حكم المحاكمة، أنه لم يفاجأ بالنتيجة، لكنه انزعج من الافتراءات التي وجهها القاضي إلى شخصيته من مقعده الآمن. في ديسمبر 2014، ورد أن سكوت، الذي كان يبلغ من العمر 74 عامًا آنذاك، قد انتقل مؤخرًا من ديفون إلى أيرلندا، على الرغم من أن جون بريستون، في روايته لعام 2016 [الإنجليزية]، يضعه «في قرية في دارتمور ... مع سبعين دجاجة وثلاثة خيول وقطة وببغاء وكناري وخمسة كلاب».
في فيلم وثائقي استقصائي بثته هيئة الإذاعة البريطانية في ديسمبر 2014، ادعى جامع أسلحة نارية عتيق يدعى دينيس ميغان أنه تم تعيينه من قبل أحد كبار الليبراليين المجهولين لقتل سكوت، مقابل رسوم قدرها 13،500 جنيه إسترليني. يقول ميغان إنه وافق في البداية، لكنه غير رأيه، لكنه زود نيوتن بالمسدس المستخدم في إطلاق النار. بعد اعترافه للشرطة، طُلب منه التوقيع على بيان معد مسبقًا، والذي وفقًا له، «حذف كل ما كان يدين، ولكن في نفس الوقت تم حذف كل ما قلته عن الحزب الليبرالي، وجيرمي ثورب، وما إلى ذلك». قال توم مانجولد [الإنجليزية] من هيئة الإذاعة البريطانية إن رواية ميغان، إذا كانت صحيحة، تشير إلى وجود «مؤامرة على أعلى مستوى». في عام 2016، سلمت شرطة أفون وسومرست ملفاتها إلى شرطة جوينت، لمراجعة مستقلة للتحقيق الأصلي. بعد أن توصلت الشرطة إلى استنتاج مفاده أن أندرو نيوتن قد توفي، أغلقت دائرة الادعاء العام القضية. في عام 2018، أفادت شرطة جوينت أنها «أعادت النظر في هذه التحقيقات وحددت معلومات تشير إلى أن نيوتن ربما لا يزال على قيد الحياة»، وبالتالي أعادت فتح خطوط التحقيق. في 4 يونيو 2018، أعلنت الشرطة أنها أجرت مقابلة مع نيوتن، الذي كان يعيش تحت اسم جديد، هان ريدوين، في دوركينغ، سري، لكنه لم يقدم أي معلومات مفيدة جديدة، وبالتالي ستظل القضية مغلقة.

## في وسائل الإعلام الشعبية
في حفل الشرطة السرية لعام 1979، لدعم منظمة العفو الدولية، قام بيتر كوك بتقليد خطاب التلخيص المتحيز للسيد القاضي كانتلي. تم كتابة الرسم وإلقاؤه بعد فترة وجيزة من المحاكمة، وكان، وفقًا لفريمان وبينروز، «في الواقع لا يختلف كثيرًا عن الأصل». يعتبر العمل الفني الذي تبلغ مدته تسع دقائق، «» (بالإنجليزية: Entirely a Matter for You)‏، أحد أفضل أعمال كوك المهنية. أصدر كوك ومنتج العرض مارتن لويس ألبومًا على تسجيلات فيرجن بعنوان هنا يأتي القاضي: مباشر (بالإنجليزية: Here Comes the Judge: Live)‏ للأداء الحي جنبًا إلى جنب مع ثلاثة مسارات استوديو سخرت من محاكمة ثورب.
في عام 2016، بعد عام ونصف تقريبًا من وفاة ثورب، نشرت دار فايكينج بريس كتاب فضيحة إنجليزية جدًا [الإنجليزية]، وهي رواية جريمة حقيقية غير خيالية عن هذه القضية بقلم الصحفي جون برستون. في مايو 2018، بثت قناة بي بي سي ون وان مسلسلًا تلفزيونيًا قصيرًا من ثلاثة أجزاء مقتبسًا من الكتاب، كتبه راسيل ديفيز، بعنوان فضيحة إنجليزية جدًا، وأخرجه ستيفن فريرز وبطولة هيو غرانت في دور ثورب وبن ويشا في دور سكوت.

## الملاحظات
1. ↑  في بيان للشرطة في يونيو 1978، كتب ثورب: «اعتقدت أنه كان شخصًا في حاجة ماسة إلى المساعدة والدعم لأنه كان في حالة انتحارية وغير متوازنة ... "في حال أن عطفي ولطفى تجاهه قد قوبل في النهاية بالحقد والاستياء».[39]
2. ↑  كان «سكوت» هو الاسم العائلي للورد إلدون، الذي عاش بالقرب منه جوزيف في ديفون. وقد تبنى الاسم على أمل أن يربطه هذا بالعائلة الأرستقراطية إلدون.[58]
3. ↑  في انتخابات سريعة التنظيم عقدها 12 نائبًا ليبراليًا بعد استقالة جريموند المفاجئة في يناير 1967، حصل ثورب على ستة أصوات، بينما حصل المرشحان المنافسان له (إملين هوسون وإريك لوبوك) على ثلاثة أصوات لكل منهما. وتنازل الاثنان لصالح ثورب، ليكون التصويت بالإجماع.[60]
4. ↑  في الثاني عشر من أكتوبر 2002، كتب بيتر أوبورن في مجلة ذا سبيكتيتور أن ويلسون طلب بعد انتخابات أكتوبر 1974 تفاصيل ملف التأمين الوطني الخاص بسكوت من وزيرة الدولة للخدمات الاجتماعية باربرا كاسل، التي فوضت هذه المهمة إلى جاك سترو، مستشارها الخاص آنذاك. وقد أكد سترو، الذي أصبح فيما بعد وزيراً للخارجية وشؤون الكومنولث في حكومة توني بلير، أنه قدم تقريراً عن محتويات الملف. ورغم عدم وجود سجل لأي إجراء على أساس هذا التقرير، فإن أوبورن يصف هذه العملية بأنها «عملية مخزية ومشينة تماماً: إساءة استخدام السجلات الخاصة لمواطن بريطاني من أجل تشويه سمعة زعيم حزب سياسي منافس أو ابتزازه على الأرجح»—مع الاعتراف بأن سترو ربما لم يكن مشاركاً بالكامل في العملية.[85]
5. ↑  في روايتهم لمحاكمة نيوتن، لاحظ باري بينروز وروجر كورتيور أنه في استجوابه، "لم يكن سكوت سهلاً بالنسبة لمحامي لندن من الدرجة الأولى ... كان سلوكه وقدرته على الإجابة على الأسئلة بحدة في بعض الأحيان مختلفين بالتأكيد عن الصور التي تم رسمها له في بعض الصحف الشعبية في شارع فليت».[110]
6. ↑  نُشرت قصة ملف بنكورت على شكل حلقات في صحيفة ديلي ميرور في الثلاثين من يناير 1978، ثم نُشرت في شكل كتاب في وقت لاحق من ذلك العام. ورغم الانتقادات الشديدة التي وجهها النقاد للقصة، فقد كانت حاضرة بقوة في جلسات الادعاء عندما وصلت القضية إلى المحكمة.[116][117]
7. ↑  ويشير بريستون إلى أن هذا البيان غير دقيق: فقد كان لدى ديكين إدانة سابقة بتهمة تلقي ممتلكات مسروقة، بينما تعرض ثورب لانتقادات في عام 1976 في تقرير صادر عن وزارة التجارة بسبب دوره في انهيار مجموعة لندن ومقاطعة للأوراق المالية في عام 1973، والتي كان مديراً فيها.[142]
8. ↑  في روايتهم للمحاكمة، سجل تشيستر وآخرون أن هيئة المحلفين رفضت تهمة التحريض الموجهة إلى ثورب في بداية مداولاتهم. وفي تهمة التآمر، انقسمت الآراء في البداية بالتساوي، ستة ضد ستة، ولكن في سياق المناقشات انتقلت الآراء إلى 11 ضد واحد لصالح البراءة. وكان غيابهم الطويل عن المحكمة راجعاً إلى رغبتهم في تسجيل حكم بالإجماع.[149]

### الاستشهادات
1. ↑  Bedell، Geraldine (24 يونيو 2007). "Coming out of the dark ages". The Observer. اطلع عليه بتاريخ 2016-06-26.
2. ↑  "Obituary: William Field: Highly regarded Labour MP". The Times. 15 أكتوبر 2002. ص. 35. مؤرشف من الأصل في 2025-01-19. اطلع عليه بتاريخ 2016-06-26.
3. ↑  "Lord Montagu on the court case which ended the legal persecution of homosexuals". London Evening Standard. 14 يوليو 2007. مؤرشف من الأصل في 2021-01-13. اطلع عليه بتاريخ 2016-06-26.
4. ↑  Parris, pp. 136–40
5. 1 2  Chester et al., pp. 31–33
6. ↑  Freeman and Penrose, pp. 13–19
7. ↑  Chester et al., pp. 14–15
8. 1 2 3 4  Glover.، Julian (29 ديسمبر 2008). "Jeremy Thorpe, 1929–2014". Liberal Democrat History Group. اطلع عليه بتاريخ 2015-05-25.
9. ↑  Chester et al., pp. 22–23
10. ↑  Chester et al., p. 29
11. ↑  "1959: 'Supermac' leads Tories to victory". BBC On This Day. 9 أكتوبر 1959. مؤرشف من الأصل في 2024-09-17. اطلع عليه بتاريخ 2014-04-24.
12. ↑  Parris, p. 208
13. 1 2  Freeman and Penrose, pp. 33–34
14. ↑  Snowdon: The Biography by Anne de Courcy (2008); Weidenfeld & Nicolson. (ردمك 0-297-85275-2).
15. ↑  Chester et al., p. 31
16. ↑  Alderson، Andrew (31 مايو 2008). "Lord Snowdon, his women, and his love child". The Daily Telegraph. مؤرشف من الأصل في 2024-02-03. اطلع عليه بتاريخ 2016-06-26.
17. ↑  Freeman and Penrose, p. 36
18. ↑  Freeman and Penrose, p. 37.
19. ↑  Chester et al., pp. 34–35
20. ↑  Freeman and Penrose, pp. 37–38
21. 1 2  Chester et al., pp. 36–37
22. ↑  Freeman and Penrose, pp. 39–40
23. ↑  "Murder most Liberal". The Daily Telegraph. 19 أكتوبر 1996. مؤرشف من الأصل في 2009-12-18. اطلع عليه بتاريخ 2016-06-26.
24. 1 2 3  Ingham، Robert (2004). "Bessell, Peter Joseph". قاموس أكسفورد للسير الوطنية (ط. أونلاين). دار نشر جامعة أكسفورد. DOI:10.1093/ref:odnb/61814. اطلع عليه بتاريخ 2014-04-01. (يتطلب وجود اشتراك أو عضوية في المكتبة العامة في المملكة المتحدة)
25. ↑  Cook and Ramsden, pp. 153–54
26. ↑  Freeman and Penrose, p. 90
27. ↑  Freeman and Penrose, pp. 93–94
28. ↑  Freeman and Penrose, pp. 91–92
29. ↑  Freeman and Penrose, pp. 94–96
30. 1 2 3 4  Freeman and Penrose, pp. 143–46
31. ↑  "Liberal leader, Mr Jeremy Thorpe, accused with three other men of conspiracy", ذا تايمز, 5 August 1978, p. 1
32. 1 2  Freeman and Penrose, pp. 200–01
33. ↑  "Thorpe 'Incited a Friend to Kill'", بلفاست تيليغراف, 20 November 1978, p. 1
34. ↑  Chippindale and Leigh, p. 17
35. ↑  "HOLMES David Malcolm died 12 July 1990" in England & Wales: Index of Wills and Administrations, 1990 (1991), p. 4153
36. ↑  Freeman and Penrose, pp. 40–43
37. 1 2  Chester et al., p. 41
38. ↑  Parris, pp. 209–10
39. 1 2  Parris, p. 223
40. ↑  Chester et al., p. 41; Freeman and Penrose, pp. 48–53
41. ↑  Parris, pp. 208 and 212
42. 1 2  Freeman and Penrose, pp. 50–51
43. ↑  Chester et al., p. 44
44. 1 2  Freeman and Penrose, pp. 58–60
45. ↑  Freeman and Penrose, pp. 65 and 74
46. ↑  Chester, p. 49
47. ↑  Freeman and Penrose, pp. 76–78
48. ↑  Chester et al., p. 48
49. ↑  Freeman and Penrose, p. 109
50. ↑  Freeman and Penrose, pp. 79–80
51. ↑  Chester et al., pp. 50–52
52. ↑  Parris, p. 213
53. ↑  Freeman and Penrose, pp. 84–86
54. 1 2  Freeman and Penrose, pp. 97–99
55. ↑  Chester et al., p. 63
56. ↑  Chester et al., pp. 68–69
57. 1 2  Freeman and Penrose, pp. 126–27
58. ↑  Freeman and Penrose, p. 126
59. ↑  Chester, pp. 82–84
60. 1 2  Chester et al., pp. 74–78
61. ↑  Freeman and Penrose, pp. 128–30
62. ↑  Freeman and Penrose, pp. 139–40
63. ↑  Chester et al., p. 80
64. ↑  Freeman and Penrose, pp. 133–35
65. ↑  Freeman and Penrose, pp. 140–42
66. 1 2 3 4  Parris, p. 215
67. 1 2  Chester et al., pp. 110–12
68. ↑  Chester, pp. 96–98
69. ↑  Freeman and Penrose, pp. 160–61
70. ↑  Chester et al., pp. 120–21
71. ↑  Freeman and Penrose, pp. 161–64
72. ↑  Freeman and Penrose, pp. 166–70
73. ↑  Freeman and Penrose, pp. 170–75
74. ↑  Chester et al., pp. 137–38
75. ↑  Freeman and Penrose, pp. 176–77
76. ↑  Freeman and Penrose, pp. 178–82
77. ↑  Chester et al., pp. 154 and 158
78. ↑  Chester et al., p. 160
79. ↑  Quoted in Waugh, p. 21
80. 1 2  Parris, p. 216
81. ↑  Freeman and Penrose, p. 195
82. 1 2 3 4  Waugh, pp. 30–32
83. 1 2  "General election results, February and October 1974". The National Archives. مؤرشف من الأصل في 2016-03-03. اطلع عليه بتاريخ 2014-04-13.
84. ↑  Trewin (ed.), p. 93
85. ↑  Oborne، Peter (12 أكتوبر 2002). "Jack Straw must come clean about his role in the Jeremy Thorpe scandal". The Spectator. مؤرشف من الأصل في 2020-11-08. اطلع عليه بتاريخ 2016-06-26.
86. ↑  Freeman and Penrose, pp. 183 and 200
87. ↑  Chester et al., pp. 186–87
88. ↑  Freeman and Penrose, p. 211
89. 1 2  Freeman and Penrose, pp. 206–08
90. ↑  Freeman and Penrose, p. 208, quoted from Holmes's article in the News of the World, 31 May 1981
91. ↑  Chester et al. pp. 217–20
92. 1 2  Parris, p. 217
93. 1 2 3  Freeman and Penrose, pp. 214–16
94. ↑  Parris, pp. 228–29
95. ↑  Chester et al., p. 215
96. ↑  Chester et al., p. 210
97. ↑  Preston, p. 198
98. ↑  Freeman and Penrose, pp. 216–17
99. 1 2  Chester et al., pp. 226–27
100. ↑  Preston, pp. 202–04
101. ↑  Preston, pp. 207–08
102. ↑  Freeman and Penrose, pp. 222–23
103. ↑  Waugh, pp. 22–23, quoting from Private Eye, 12 December 1975
104. 1 2 3  Parris, pp. 218–19
105. ↑  Freeman and Penrose, pp. 229–30
106. ↑  Freeman and Penrose, p. 233
107. ↑  Freeman and Penrose, pp. 235–36
108. ↑  Chester et al., p. 259
109. ↑  Chester et al., pp. 261–64
110. ↑  Penrose and Courtiour, p. 361
111. ↑  Freeman and Penrose, pp. 238–41
112. ↑  Chester et al., pp. 272–77
113. ↑  Freeman and Penrose, pp. 262–66
114. ↑  Freeman and Penrose, pp. 286–87
115. ↑  Parris, p. 220
116. ↑  Freeman and Penrose, pp. 310–12
117. ↑  Chippindale and Leigh, p. 16
118. ↑  Freeman and Penrose, p. 324
119. ↑  "Rhodesia". Hansard. ج. 955: cols 808–85. 2 أغسطس 1978. مؤرشف من الأصل في 2025-01-18.
120. ↑  Freeman and Penrose, pp. 333–34
121. ↑  Chippindale and Leigh, pp. 13–17
122. ↑  Freeman and Penrose, p. 340
123. ↑  Chippindale and Leigh, pp. 30–33
124. ↑  Chippindale and Leigh, p. 58
125. ↑  Chippindale and Leigh, pp. 80–83
126. ↑  Chippindale and Leigh, p. 86
127. ↑  Chippindale and Leigh, pp. 104–06 and 112–15
128. ↑  Barnacle، Hugo (12 أكتوبر 1996). "Getting off Scott free". The Independent. مؤرشف من الأصل في 2022-05-07. اطلع عليه بتاريخ 2018-05-31.
129. ↑  Chippindale and Leigh, p. 189
130. ↑  Freeman and Penrose, pp. 345–46
131. ↑  Wheatcroft، Geoffrey (18 يناير 2001). "Auberon Waugh". The Guardian. London. اطلع عليه بتاريخ 2022-11-08.
132. ↑  Freeman and Penrose, pp. 350–51
133. ↑  Parris, p. 230
134. ↑  Waugh, pp. 85–86
135. ↑  Preston, p. 307
136. ↑  Waugh, pp. 65–66
137. ↑  Waugh, p. 142
138. ↑  Waugh, pp. 179–81
139. ↑  Freeman and Penrose, p. 357
140. ↑  Waugh, p. 210
141. 1 2  Waugh, p. 217
142. ↑  Preston, pp. 168 and 303
143. ↑  Waugh, pp. 220–21
144. ↑  Waugh, pp. 223–25
145. ↑  Waugh, pp. 225–27
146. 1 2  Waugh, p. 233
147. 1 2  Cook (ed.), pp. 268 and 275–76
148. 1 2  Thorpe, pp. 202–03
149. ↑  Chester et al., pp. 365–68
150. ↑  Waugh, pp. 236–37
151. 1 2  Waugh, p. 238
152. ↑  Preston, pp. 310–11
153. ↑  Parris, p. 232
154. 1 2  Chester et al., p. 369
155. ↑  Freeman and Penrose, p. 367
156. ↑  Freeman and Penrose, p. 369
157. ↑  "Thorpe beats 41 for Amnesty job". The Glasgow Herald. 9 فبراير 1982. مؤرشف من الأصل في 2023-11-11.
158. ↑  "Thorpe pressured to quit Amnesty post". Body Politic ع. 82: 19. أبريل 1982.
159. ↑  Stratton، Allegra (28 يناير 2008). "Jeremy Thorpe: I remember the lot". The Guardian. اطلع عليه بتاريخ 2016-06-26.
160. ↑  Bloch, p. 555
161. ↑  Freeman and Penrose, pp. 385–86
162. ↑  Freeman and Penrose, pp. 379–80
163. ↑  Waugh, p. 200
164. ↑  Cover-up, the Jeremy Thorpe affair. Oceanside, California: Simon Books. 1980. ISBN:0-937812-01-3. OCLC:7653204.
165. ↑  "Peter Bessell, Ex-member Of Parliament". The Chicago Tribune. 28 نوفمبر 1985. مؤرشف من الأصل في 2025-02-25. اطلع عليه بتاريخ 2016-06-26.
166. ↑  Freeman and Penrose, pp. 383–84
167. ↑  Raynor، Gordon (4 ديسمبر 2014). "Jeremy Thorpe scandal: where are they now?". ديلي تلغراف. مؤرشف من الأصل في 2024-09-17.
168. ↑  Preston, p. 320
169. ↑  Rosenbaum، Martin (6 ديسمبر 2014). "Jeremy Thorpe: Was there an establishment cover-up?". BBC News. مؤرشف من الأصل في 2024-07-07. اطلع عليه بتاريخ 2014-12-08.
170. ↑  Morris، Steven (13 مايو 2015). "Police to investigate suppressed evidence from Jeremy Thorpe trial". The Guardian. اطلع عليه بتاريخ 2016-06-26.
171. ↑  "Police to reopen Jeremy Thorpe investigation". ITV News. 1 مارس 2016. مؤرشف من الأصل في 2023-11-11. اطلع عليه بتاريخ 2017-01-07.
172. ↑  Morris، Steven (4 يونيو 2018). "Police will not reopen investigation into Jeremy Thorpe scandal". The Guardian. اطلع عليه بتاريخ 2018-06-04.
173. ↑  "In His Own Time: The Trials Of Jeremy Thorpe - A Sketch Of The Past". 6 ديسمبر 2014. مؤرشف من الأصل في 2018-07-07. اطلع عليه بتاريخ 2018-06-04.
174. 1 2  Freeman and Penrose, p. 365
175. ↑  "Peter Cook". Phespirit.info. مؤرشف من الأصل في 13 يناير 2010. اطلع عليه بتاريخ 25 يوليو 2009.
176. ↑  Stasio، Marilyn (25 أكتوبر 2016). "New True-Crime Books for Fall". The New York Times. مؤرشف من الأصل في 2023-11-11.
177. ↑  Aaronovitch، David (30 أبريل 2016). "Books: A Very English Scandal by John Preston". The Times. مؤرشف من الأصل في 2023-11-11.
178. ↑  Mitchell، Robert (22 مايو 2017). "Hugh Grant Returns to British TV for First Time in Nearly 25 Years". Variety. مؤرشف من الأصل في 2024-11-27.
179. ↑  Perkins, Anne (14 Apr 2018). "Oh, Jeremy Thorpe! The charismatic Liberal leader who hid dark secrets". الغارديان (بالإنجليزية). Retrieved 2018-04-14.
180. ↑  "BBC One – A Very English Scandal". BBC. مؤرشف من الأصل في 2024-12-26. اطلع عليه بتاريخ 2018-05-20.